# Prospalta illecta
Prospalta illecta är en fjärilsart som beskrevs av Walker 1865. Prospalta illecta ingår i släktet Prospalta och familjen nattflyn. Inga underarter finns listade i Catalogue of Life.